# Piecziszcze (obwód kurski)
Piecziszcze (ros. Печище) – osiedle typu wiejskiego w zachodniej Rosji, w sielsowiecie skoworodniewskim rejonu chomutowskiego w obwodzie kurskim.

## Geografia
Miejscowość położona jest 2 km od centrum administracyjnego sielsowietu skoworodniewskiego (Skoworodniewo), 22 km od centrum administracyjnego rejonu (Chomutowka), 92 km od Kurska.

## Demografia
W 2015 r. miejscowość nie posiadała mieszkańców.